# Eulepidotis caudata
Eulepidotis caudata är en fjärilsart som beskrevs av Herrich-Schäffer 1854. Eulepidotis caudata ingår i släktet Eulepidotis och familjen nattflyn. Inga underarter finns listade i Catalogue of Life.